# Wybory prezydenckie w Republice Konga w 2016 roku
Wybory prezydenckie w Republice Konga w 2016 roku – wybory prezydenckie w Kongu przeprowadzone 20 marca 2016 roku. Urzędujący prezydent Denis Sassou-Nguesso otrzymał reelekcję w pierwszej turze głosowania, otrzymując 60% głosów.

## System elekcyjny
Prezydent Republiki Konga jest wybierany w dwóch turach. 14 stycznia 2016 roku przyjęto ustawę ustanawiającą nową komisję wyborczą – Niezależną Państwową Komisję Wyborczą (fr. Commission nationale électorale indépendante, CNEI) w miejsce Krajowej Komisji ds. Organizacji Wyborczych (fr. Commission nationale d’organisation des élections, CONEL). Ustawa była wynikiem dialogu między rządem, a partiami opozycyjnymi. CNEI składa się z członków zarówno rządu, jak i partii opozycyjnych, a także obywateli niezrzeszonych i w przeciwieństwie do CONEL, działa jako organizacja niezależna finansowo od rządu.
Karty do głosowania składają się z jednej kartki. Partie są uprawnione do posiadania przedstawicieli we wszystkich lokalach wyborczych, a ich zgoda na poświadczenie liczenia głosów jest obowiązkowa. Wszystkie osoby dorosłe powyżej 18 roku życia mają prawo głosu.
Rejestracja wyborców trwała od stycznia do 15 lutego 2016 roku. Rozporządzenie Ministra Spraw Wewnętrznych z 1 lutego 2016 roku wyznaczyło oficjalny okres kampanii na czas od 4 marca do 18 marca 2016 roku. Termin składania kandydatur na prezydenta został wyznaczony na czas od 5 lutego do 20 lutego.

## Kandydaci

### Denis Sassou-Nguesso
Nowa konstytucja uchwalona w referendum w 2015 roku umożliwiła prezydentowi Denisowi Sassou-Nguesso ubieganie się o reelekcję. Zgodnie z oczekiwaniami, 25 stycznia 2016 roku, rządząca Kongijska Partia Pracy ogłosiła, że urzędujący prezydent będzie ich kandydatem w wyborach. Oprócz PCT, różne inne partie zobowiązały się do wsparcia Sassou-Nguesso, w tym Kongijski ruch na rzecz Demokracji i Rozwoju Integralnego (MCDDI), Mouvement Action Renouveau (MAR), Zgromadzenie Obywateli (RC), Związek Sił Demokratycznych (UFD), Rassemblement pour la démocratie et le progrès social (RDPS), Republican Dynamics for Development (DRD) i Club 2002 - Party for the Unity of the Republic.

### Panafrykański Związek na rzecz Demokracji Społecznej
Pod koniec stycznia 2016 roku, główna partia opozycyjna – Panafrykański Związek na rzecz Demokracji Społecznej (UPADS) wyznaczyła swojego lidera, Pascala Tsaty Mabialę, na swojego kandydata na prezydenta.

### Initiative for Democracy in Congo
30 stycznia 2016 roku André Okombi Salissa, przewodniczący Initiative for Democracy in Congo, ogłosił swoją chęć do startu w wyborach. Okombi Salissa był długoletnim członkiem PCT, a także ministrem w rządzie Sassou Nguesso, ale w 2012 roku po dymisji z rządu stawał się coraz bardziej krytycznym i przeciwnym głosem wobec PCT.

### Jean-Marie Michel Mokoko
8 lutego 2016 roku generał Jean-Marie Michel Mokoko oświadczył, że planuje kandydować na prezydenta. Mokoko dowodził wojskiem w latach 1987–1993 roku, a od 2005 był doradcą prezydenta ds. pokoju i bezpieczeństwa. Z funkcji zrezygnował 3 lutego 2016 roku. Kilka dni po tym, jak Mokoko ogłosił swoją kandydaturę, w internecie pojawiło się wideo, które wskazywało na jego udział w zamachu stanu. Mokoko powiedział, że film był sfałszowany. 19 lutego wydano rozkaz aresztowania Mokoko, a policja zablokowała drogi w pobliżu jego domu. 21 lutego został przesłuchany i zwolniony z aresztu.
22 lutego 2016 roku do Sądu Konstytucyjnego wpłynęło 10 potencjalnych kandydatur na prezydenta: Denis Sassou Nguesso, Anguios Nganguia-Engambé, Pascal Tsaty Mabiala, Jean-Marie Michel Mokoko, André Okombi Salissa, Guy Brice Parfait Kolelas, Claudine Munari, Joseph Kignoumbi Kia Mboungou, Joseph Mboussi Ngouari i Louis Parfait Tchignamba Mavoungou. Trybunał Konstytucyjny ogłosił 24 lutego, że dziewięciu kandydatów uzyskało pozwolenie na start w wyborach. Jeden kandydat, Tchignamba Mavoungou, został wykluczony z udziału w wyborach z powodu nieuiszczenia wymaganej kwoty.

## Kampania wyborcza
Oficjalny okres kampanii rozpoczął się 4 marca. Sassou-Nguesso rozpoczął kampanię w Pointe-Noire, omówił swoje plany rozwoju gospodarczego i obiecał, że zdobędzie większość głosów w pierwszej turze. W międzyczasie Mokoko zaapelował o opóźnienie głosowania, narzekając, że czas na rejestr wyborczy jest niewystarczający, a komisja wyborcza nie jest naprawdę niezależna. Prowadząc kampanię, Sassou-Nguesso podkreślał, że jako prezydent utrzymywał pokój i ułatwiał wzrost gospodarczy oraz budowę infrastruktury. Wzywając ludzi do zapewnienia mu większości w pierwszej turze, obiecał więcej miejsc pracy i dalszą poprawę infrastruktury. Kandydaci opozycyjni natomiast skupili się na zwracaniu uwagi co do wiarygodności komisji wyborczej i twierdzeniu, że rząd przygotowuje się do sfałszowania wyborów.
Pierwsza tura odbyła się 20 marca 2016 roku. Oddając swój głos, Sassou Nguesso powiedział, że wybory oznaczają postęp dla naszej demokracji. I mogę powiedzieć, że nowa republika wkracza pod dobry omen. W dniu wyborów władze zakazały używania pojazdów mechanicznych, a także ograniczyły dostęp do internetu i kontaktu telefonicznego.

## Wynik
Częściowe wyniki, obejmujące 72 ze 111 okręgów, zostały ogłoszone przez komisję wyborczą 22 marca. Według nich Sassou-Nguesso plasował się daleko przed swoimi rywalami z 67% głosów. Guy Brice Parfait Kolelas na drugim miejscu uzyskał 16,8%. Opozycja stwierdziła, że wyniki te są całkowicie oderwane od rzeczywistości, przysięgając, że będą kontynuować plany opublikowania innego zestawu wyników, które udało im się zebrać. Ponieważ komisja wyborcza była jedynym organem uprawnionym do ujawniania wyników wyborów, rząd nadal blokował komunikację internetową i telefoniczną, aby zapobiec ujawnieniu nieautoryzowanych wyników, które według niego mogłyby spowodować niestabilność. Zwolennicy Sassou-Nguesso w północnym Brazzaville świętowali pozorne zwycięstwo prezydenta, podczas gdy siły bezpieczeństwa starały się zapobiec niepokojom ze strony zwolenników opozycji w południowym Brazzaville.
Minister Spraw Wewnętrznych Raymond Mboulou ogłosił pełne wyniki 24 marca. Według wyników Sassou-Nguesso uzyskał reelekcję otrzymując 60% głosów, podczas gdy kandydaci opozycji Kolelas i Mokoko pozostali daleko w tyle, uzyskując odpowiednio 15% i 14% głosów. Opozycja odmówiła przyjęcia wyników, twierdząc, że były one fałszywe.
| Kandydat                      | Partia polityczna                                         | Ilość głosów | %     |
| ----------------------------- | --------------------------------------------------------- | ------------ | ----- |
| Denis Sassou-Nguesso          | Kongijska Partia Pracy                                    | 838 922      | 60,19 |
| Guy Brice Parfait Kolélas     | Kongijski ruch na rzecz Demokracji i Rozwoju Integralnego | 209 632      | 15,04 |
| Jean-Marie Michel Mokoko      | Kandydat niezależny                                       | 191 562      | 13,74 |
| Pascal Tsaty Mabiala          | Panafrykański Związek na rzecz Demokracji Społecznej      | 65 025       | 4,67  |
| André Okombi Salissa          | Initiative for Democracy in Congo                         | 57 373       | 4,12  |
| Claudine Munari               | Mouvement pour l'unité, la solidarité et le travail       | 21 530       | 1,54  |
| Joseph Kignoumbi Kia Mboungou | Kandydat niezależny                                       | 3 540        | 0,25  |
| Michel Mboussi Ngouari        | Convention des partis républicains                        | 3 301        | 0,24  |
| Anguios Nganguia Engabé       | Parti pour l'action de la République                      | 2 905        | 0,21  |
| Głosy puste/nieważne          |                                                           | 96 171       | –     |
| Razem                         |                                                           | 1,489,961    | 100   |